# Gare de Morhange
Pour les articles homonymes, voir Morhange.
La gare de Morhange est une gare ferroviaire française de la ligne de Réding à Metz-Ville, située sur le territoire de la commune de Morhange, dans le département de Moselle, en région Grand Est.
Elle est mise en service en 1877 par la Direction générale impériale des chemins de fer d'Alsace-Lorraine (EL).
C'est une gare de la Société nationale des chemins de fer français (SNCF), desservie par des trains régionaux du réseau TER Grand Est.

## Situation ferroviaire
Établie à 266 mètres d'altitude, la gare de Morhange est située au point kilométrique (PK) 109,121 de la ligne de Réding à Metz-Ville, entre les gares ouvertes de Bénestroff et de Rémilly. S'intercale les gares fermée de Rodalbe - Bermering en direction de Bénestroff et de Landroff, Brulange, Lesse et Baudrecourt en direction de Rémilly.

## Histoire
En 1873, la Direction générale impériale des chemins de fer d'Alsace-Lorraine (EL) produit un projet de tracé, pour la création d'une ligne de Rémilly à Berthelming, qui passe à 4 kilomètres du bourg centre de la commune. La municipalité réagit lors de l'enquête sur les stations, en proposant une variante passant par la vallée de la Nied qui permet d'établir la station très proche du bourg. Le 16 novembre, elle produit un autre projet qui permet d'édifier la station à 1,8 kilomètre. C'est cette dernière proposition qui est acceptée par EL, après le refus de la première par la commission de l'enquête des stations lors de sa réunion du 29 novembre.
La station de Morhange est mise en service le 10 décembre 1877 par l'EL, lorsqu'elle ouvre à l'exploitation la section de Rémilly à Berthelming de sa future ligne de Metz à Réding.
Au début des années 2000, le trafic fret de la gare est menacé : le trafic bois est le premier à être arrêté en mai 2004, tandis que le trafic en wagons isolés de la zone industrielle, qui est de seulement 73 wagons au premier semestre, est également interrompu le 11 décembre. Seule se poursuit la desserte par trains complets, notamment la réception de trains d'engrais. Elle est finalement totalement fermée au trafic du fret le 1er février 2010. Cependant, le document de référence du réseau (DRR) pour l'horaire de service 2019 indique que la cour marchandises de Morhange est « accessible après diagnostic et remise en état éventuelle ».

## Fréquentation
De 2015 à 2024, selon les estimations de la SNCF, la fréquentation annuelle de la gare s'élève aux nombres indiqués dans le tableau ci-dessous.
| Année     | 2015   | 2016   | 2017   | 2018   | 2019   | 2020   | 2021   | 2022    | 2023    | 2024    |
| --------- | ------ | ------ | ------ | ------ | ------ | ------ | ------ | ------- | ------- | ------- |
| Voyageurs | 92 337 | 88 379 | 94 951 | 85 641 | 95 491 | 67 681 | 86 458 | 106 556 | 122 693 | 128 991 |

## Service des voyageurs

### Accueil
Gare SNCF, elle dispose d'un bâtiment voyageurs ouvert du lundi au vendredi, avec guichet, ouvert les mardis et jeudis. Elle est équipée d'un automate pour l'achat de titres de transport TER.

### Desserte
Morhange est desservie par des trains du réseau TER Grand Est, effectuant les relations Metz-Ville – Strasbourg-Ville et Metz-Ville – Sarrebourg.

### Intermodalité
Un parking est aménagé à ses abords.
Un arrêt est desservi par des cars.

## Patrimoine ferroviaire

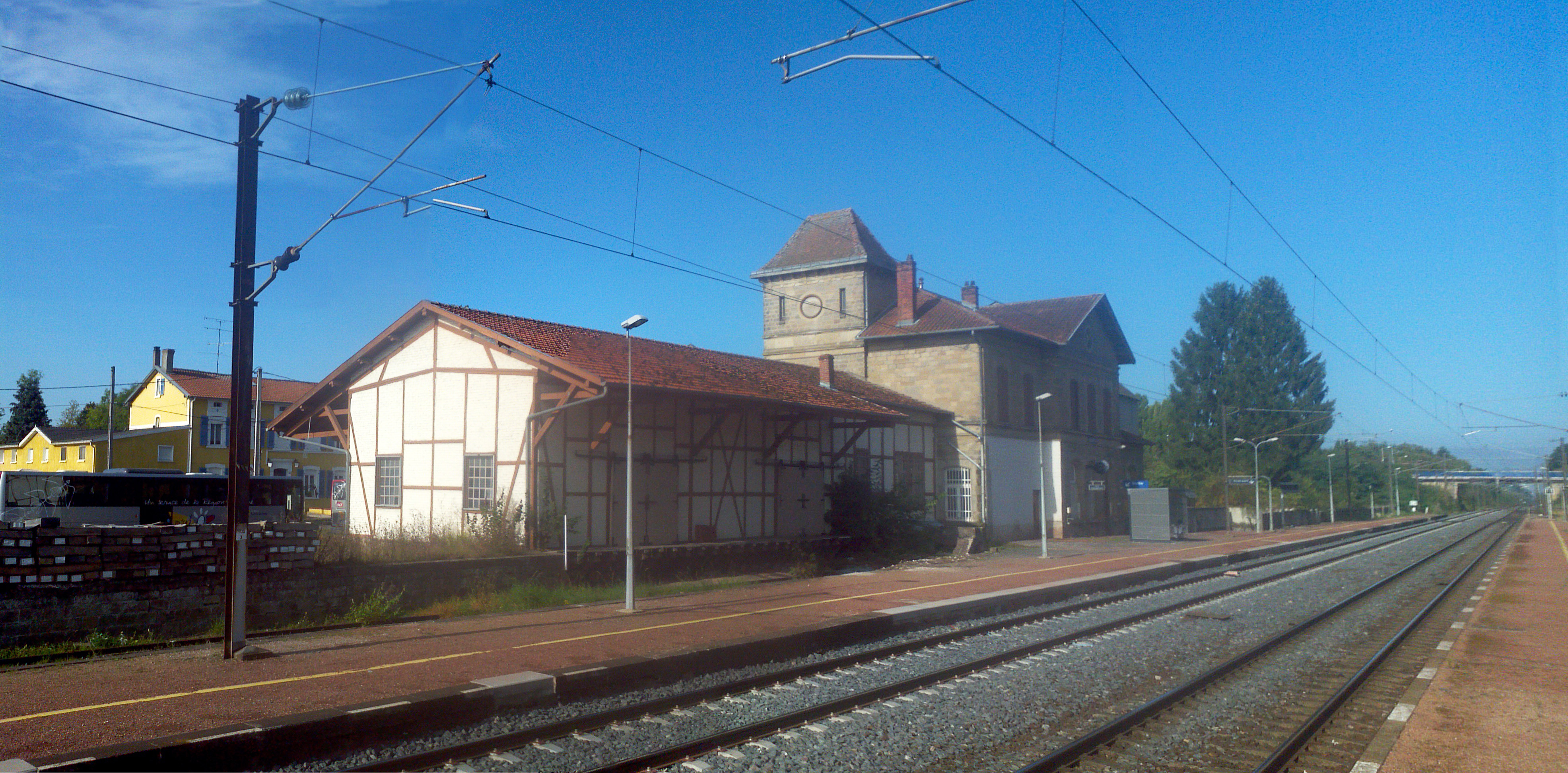
Ancienne halle à marchandises, bâtiment voyageurs, voies et quais.

Le bâtiment voyageurs est en service, tandis que la halle à marchandises, désaffectée, subsiste.